# 독일 중앙당
독일 중앙당(獨逸 中央黨, 독일어: Deutsche Zentrumspartei, 도이체 젠트룸스 파르타이[*], 약자: Zentrum, Z, DZP)은 독일 제국 시기 및 바이마르 공화국 시기에 있었던 독일의 가톨릭 정당이다. 영어로는 종종 가톨릭 중앙당(Catholic Centre Party)이라고 한다. 이 정당은 1870년 프로이센 정부가 로마 가톨릭교회의 힘을 줄이기 위해 문화투쟁을 시작하자 독일의 가톨릭교도들의 힘을 모으고 로마 가톨릭 교도의 이익을 옹호하기 위하여 창설된 정당이다. 독일의 정치가인 루트비히 빈트호르스트(Ludwig Windthorst)가 창립했다. 곧 이 정당은 독일 제국 국가의회 의석의 4분의 1을 장악하면서 대다수의 정치 문제에서 중도적인 위치에 서면서 중재하는 중요한 역할을 담당했다. 그러나, 바이마르 공화국에서 나치 독일이 정권을 장악한 1933년 7월 5일 해체 당했다. 중앙당은 정당 명칭처럼 의회의 가운데 자리에 위치해 있었으며, 좌-우익 사이에서 조정과 동맹의 역할을 수행했는데 바이마르 공화국 당시에는 중앙당의 지지를 받지 않고는 정부 형성이 불가능할 정도였고 콘스탄틴 페렌바흐부터 프란츠 폰 파펜까지 역대 5명의 총리를 배출하는 등 막강한 영향력이 있었다.
제2차 세계 대전 이후 이 정당은 재창립되었으나 전 당원의 대부분은 독일 기독교 민주연합으로 넘어가면서 이전과 같은 세를 유지할 수 없었고 이후 세력을 잃게 되었다. 중앙당은 1957년까지는 독일 의회 원내정당이었다. 현재 이 정당은 노르트라인베스트팔렌주에 기반을 둔 소규모 지역정당으로 남아 있다. 이 정당은 독일에서 현재까지 남아있는 가장 오래된 정당이다.
2022년, 전 독일을 위한 대안(AfD)의 노르트라인베스트팔렌주 의원이었던 우베 비트가 자당 지역당 대표였던 마티아스 헬페리히의 나치즘 발언 문제로 AfD를 탈당, 중앙당에 입당하면서 중앙당이 1957년 이후 65년만에 원내정당으로 복귀하였다.

## 역사

### 초기 역사 (~1870년)
중앙당은 정치적 가톨릭주의 사상에 속하는 정당인데, 이 이념은 나폴레옹 전쟁의 혼란상에서 19세기 초 등장한 것으로 독일의 정치적 국면을 변화시켰다. 이 당시 많은 가톨릭 신자들은 개신교 권력의 지배를 받고 있음을 느끼게 되었다.
로마 가톨릭교회와 개신교 국가 사이에 발생한 최초의 거대 충돌은 프로이센 정부가 이종교간 결혼 및 어린이의 종교적 믿음에 대해서 간섭한 결과 생겨난 "콜로니아 교회 분쟁"이다. 이 반목은 쾰른 대주교가 체포되면서 라인란트, 베스트팔렌의 가톨릭교도에 대한 심각한 자극으로 이어졌다.
그 당시 정치적 가톨릭주의의 선봉자 중 한명인 요셉 괴레스기자는 "종교적 자유 및 교단의 정치적, 시민적 평등"이라는 하나의 목표로 가톨릭교도가 단합해야 한다고 주장했다. 이 충돌은 1840년 프리드리히 빌헬름 4세가 왕위에 오르게 되면서 어느 정도 진정되었다.
1848년 혁명이 발발하면서 독일 가톨릭교도에게는 새로운 기회가 찾아왔다. 10월에는 독일 뷔르츠부르크에서 40년만에 주교들이 처음으로 회의를 가졌고, 마인츠의 지역 "가톨릭 조직"들이 한데 모여 "독일 가톨릭 연맹"을 만든다. 독일 헌법을 만들기 위해 소집된 프랑크푸르트 국민의회에서는 "가톨릭 모임"을 세웠다. 이 모임은 포괄적인 정당은 아니였지만, 미래 독일의 가톨릭에 대한 자유를 보호하기 위한 목적으로 모인 느슨한 노동조합과 같은 조직으로 "종교 자유 비호 연맹"이라는 이름으로 많은 사람들이 이를 지원했다. 나중에 국민의회가 붕괴되면서 정치 가톨릭주의는 큰 후퇴를 겪게 된다.

### 문화투쟁과 중앙당
1872년부터 중앙당은 문화투쟁(Kulturkampf)에 완강히 저항했다. 비스마르크는 가톨릭 교단이 장악했던 학교의 감독권은 물론, 성직자의 임명감독권까지 국가에 넘기도록 했다. 또한 1872년 제국 의회에서 가결된 예수회법을 통해 수도공동체들인 예수회와 대속회, 라자로회가 제국에서 추방당했고, 이들 소속의 수도회들은 해산되었다. 독일 태생 예수회원들은 시민권을 제한받았으며, 외국 태생 예수회원인 경우에는 제국에서 추방당했다. 그해 12월 독일은 바티칸과 외교관계를 단절했다.
중앙당은 이에 대해 반정부 팜플렛 제작과 불복종 운동 등을 펼치며 조직적으로 저항했다. 1871-81년 사이 라인란트 지역 내 가톨릭 신문의 수는 30개에서 65개로 증가하고 구독자 또한 약 70,000명에서 170,000명으로 늘어나는 등, 문화투쟁 기간 동안 가톨릭 언론매체는 오히려 급성장하였다.
이에 따라 1874년 선거에서 중앙당은 이전의 두 배의 득표율을 얻어, 의회 내 91석을 확보하였다. 당시 중앙당은 제국의회 선거에서, 전체 가톨릭 신자들의 83% 라는 전폭적인 지지를 받으면서 세력을 확대해 나갔다. 결국 비스마르크는 1878년 2월 7일 교황 비오 9세가 사망한 후 레오 13세가 교황직을 승계하였다. 그는 곧 제국과의 협상을 통해 문화투쟁을 종결시키고자, 독일 제국 황제에게 타협과 화해를 바라는 서신을 보냈다. 중앙당의 도움이 필요하게 된 상황에서, 더 이상 문화투쟁을 지속할 의향이 없었던 비스마르크는 그 제안을 받아들였다.

### 히틀러 집권 일조
1928년 가톨릭 고위 성직자인 루트비히 카스가 당 의장에 취임했다. 그는 정치적 가톨릭주의를 추구하였고 1930년 3월 총리에 취임한 장교 출신인 하인리히 브뤼닝과 협력하여 당을 우익쪽으로 이끌었다. 이들은 또한 브뤼닝의 후임으로 총리에 오른 프란츠 폰 파펜(Franz von Papen)과 함께 1933년 7월 교황청과 나치 사이에 정교협약(Reichskonkordat)를 체결하도록 이끌었다. 이는 나치 정권을 국제관계에서 최초로 승인해 줌으로서 나치당의 위세를 상승시켜 주었다. 이후 히틀러에게 전권을 몰아주는 수권법[授權法, 또는 전권위임법]의 통과에도 찬성 몰표를 던져 히틀러의 나치 정권의 합법적 독재의 길을 열어 주었다. 수권법은 국민의 대표기관인 국회의 권한인 법률제정권(입법권)을 행정부에 위임하는 법률인데, 행정부가 포괄적으로 법률을 만들 수 있는 권한을 갖는 것을 의미한다. 히틀러는 공산당에 긴급령을 사용했던 것처럼 중앙당을 위협함으로써 중앙당의 지지를 이끌어냈다. 가톨릭 중앙당의 고위직은 이법의 통과를 적극 지지했다. 이 법의 통과를 위해서는 의원 3분의 2 이상의 찬성이 요구되었다. 결국 가톨릭 중앙당의 협조가 없었다면 이 법은 통과할 수도 없었고 히틀러의 집권도 없었다.
1933년 3월 제1당인 나치당과 독일국가인민당의 공동 법안 형식으로 수권법이 제출되자 제2당 사회당과 제3당 공산당은 강하게 반발했다. 독일 공산당은 2월의 국회의사당 방화 사건과 연루되었다는 이유로 체포수배령이 내려져 출석도 못했고, 사민당만이 유일하게 반대표를 던졌다. 독일 중앙당은 당시 73석의 의석을 보유하고 있었는데 72표 무더기 찬성표를 던져 히틀러의 집권을 도와준다. 이후 나치와 바티칸의 정교협약을 맺은 이후 중앙당은 바티칸의 압력으로 1933년 7월 5일 해산한다. 그리하여 7월 14일 새로운 정치단체 조직 금지법이 발표되고 나치당만이 독일에서 유일한 정당임이 선포되었다.
가톨릭 교회가 히틀러의 수권법에 몰표를 던져 집권을 도와준 배경은 이탈리아 무솔리니의 집권과도 비슷한 양상이다. 이탈리아 무솔리니 역시 이탈리아 가톨릭 정당인 스트루초의 이탈리아 민중당 (1919년)의 도움으로 아체르보 법(Legge Acerbo)을 통과시켜 권력을 장악한바 있다.

## 선거 지지율

### 독일 제국 시기
| 년도   | 지지율 | 확보 의석 |
| ------ | ------ | --------- |
| 1871년 | 18.6 % | 63석      |
| 1874년 | 27.9 % | 91석      |
| 1877년 | 24.8 % | 93석      |
| 1878년 | 23.1 % | 94석      |
| 1881년 | 23.2 % | 100석     |
| 1884년 | 22.6 % | 99석      |
| 1887년 | 20.1 % | 98석      |
| 1890년 | 18.6 % | 106석     |
| 1893년 | 19.1 % | 96석      |
| 1898년 | 18.8 % | 102석     |
| 1903년 | 19.8 % | 100석     |
| 1907년 | 19.4 % | 105석     |
| 1912년 | 16.4 % | 91석      |

### 바이마르 공화국 시기
| 년도        | 지지율 | 의석 |
| ----------- | ------ | ---- |
| 1919년      | 19.7 % | 91석 |
| 1920년      | 13.6 % | 64석 |
| 1924년 5월  | 13.4 % | 65석 |
| 1924년 12월 | 13.6 % | 69석 |
| 1928년      | 12.1 % | 61석 |
| 1930년      | 11.8 % | 68석 |
| 1932년 7월  | 12.4 % | 75석 |
| 1932년 11월 | 11.9 % | 70석 |
| 1933년 3월  | 11.3 % | 73석 |

### 독일 연방 공화국 시기
| 년도   | 지지율 | 의석 |
| ------ | ------ | ---- |
| 1949년 | 3.1 %  | 10석 |
| 1953년 | 0.8 %  | 3석  |
| 1957년 | 0.9 %  | 0석  |

## 추가 자료
- (독일어) Herbert Lepper: Volk, Kirche und Vaterland. Wahlaufrufe, Aufrufe, Satzungen und Statuten des Zentrums; 1870–1933; eine Quellensammlung zur Geschichte insbesondere der Rheinischen und Westfälischen Zentrumspartei, Düsseldorf 1998.
- (독일어) August Leugers-Scherzberg/Wilfried Loth (Bearbeiter): Die Zentrumsfraktion in der verfassunggebenden Preußischen Landesversammlung. Sitzungsprotokolle (= Quellen zur Geschichte des Parlamentarismus und der politischen Parteien, 3. Reihe, Bd. 8), Düsseldorf 1994.
- (독일어) Josef Traumann: Organisations-Handbuch für Zentrums-Wähler. Eine grundlegende Zusammenstellung der wichtigsten Organisations-Bestimmungen der Zentrumspartei, Hildesheim 1925 (2. erw. Auflage).
- (프랑스어) Paul Colonge: Ludwig Windthorst (1812–1891). Sa pensée et son action politique jusqu'en 1875. Tome I und II, Lille/Paris 1983.
- Anderson, Margaret Lavinia. Windthorst: A Political Biography (Oxford University Press, 1981).
- Anderson, Margaret Lavinia.  Practicing Democracy: Elections and Political Culture in Imperial Germany (2000) excerpt and text search
- Bennette, Rebecca Ayako. Fighting for the Soul of Germany: The Catholic Struggle for Inclusion After Unification (Harvard University Press; 2012)
- Blackbourn, David. "The Political Alignment of the Centre Party in Wilhelmine Germany: A Study of the Party's Emergence in Nineteenth-Century Württemberg," Historical Journal Vol. 18, No. 4 (Dec., 1975), pp. 821–850 in JSTOR
- Cary, Noel D. Path to Christian Democracy: German Catholics and the Party System from Windthorst to Adenauer (1996)
- Elvert, Jürgen (2004).  Kaiser, Wolfram; Wohnout, Helmut, 편집. 《A Microcosm of Society or the Key to a Majority in the Reichstag? The Centre Party in Germany》. 《Political Catholicism in Europe 1918-45》 (Routledge). 38–52쪽. ISBN 0-7146-5650-X.
- Evans, Ellen Lovell. The German Center Party 1870-1933: A Study in Political Catholicism (1981)
- Ross, Ronald J. "Critic of the Bismarckian Constitution: Ludwig Windthorst and the Relationship Between Church and State in Imperial Germany," Journal of Church & State (1979) 21#3 pp 483-506. online
- Ross, Ronald J. Beleaguered Tower: The Dilemma of Political Catholicism in Wilhelmine Germany (1976),
- Zeender, John. "Ludwig Windthorst, 1812-1891," History (1992) 77#290 pp 237-54 online
- Zeender, John K. "The German Center Party, 1890-1906." Transactions of the American Philosophical Society (1976) 66#1 pp 1-125.

## 서지
- Anderson, Margaret Lavinia. "Confessions of a Fellow Traveler," Catholic Historical Review (2013) 99#4 pp 623-648.
- Zeender, John K. "Recent Literature on the German Center Party," Catholic Historical Review (1984) 70#3 pp 428-441.
- (독일어) Margret Lavinia Anderson: Windthorst. Zentrumspolitiker und Gegenspieler Bismarcks (= Forschungen und Quellen zur Zeitgeschichte Bd. 14), Düsseldorf 1988.
- (독일어) Hans-Georg Aschoff: Welfische Bewegung und politischer Katholizismus 1866–1918. Die Deutsch-hannoversche Partei und das Zentrum in der Provinz Hannover während des Kaiserreichs (= Beiträge zur Geschichte des Parlamentarismus und der politischen Parteien, Bd. 83), Düsseldorf 1987.
- (독일어) Karl Bachem: Vorgeschichte, Geschichte und Politik der Deutschen Zentrumspartei. Köln 1932 (9 Bände)
- (독일어) Winfried Becker (Hrsg.): Die Minderheit als Mitte. Die Deutsche Zentrumspartei in der Innenpolitik des Reiches 1871–1933 (= Beiträge zur Katholizismusforschung Reihe B: Abhandlungen), Paderborn/München/Wien/Zürich 1986.
- (독일어) Helga Grebing: Zentrum und katholische Arbeiterschaft 1918–1933. Ein Beitrag zur Geschichte des Zentrums in der Weimarer Republik, Diss. (MS) Berlin 1953.
- (독일어) Günther Grünthal: Reichsschulgesetz und Zentrumspartei in der Weimarer Republik (= Beiträge zur Geschichte des Parlamentarismus und der politischen Parteien Bd. 39), Düsseldorf 1968.
- (독일어) Bernd Haunfelder: Reichstagsabgeordnete der Deutschen Zentrumspartei 1871–1933. Biographisches Handbuch und historische Photographien (= Photodokumente zur Geschichte des Parlamentarismus und der politischen Parteien, Bd. 4), Düsseldorf, 1999.
- (독일어) Herbert Hömig: Das preußische Zentrum in der Weimarer Republik (= Veröffentlichung der Kommission für Zeitgeschichte, Reihe B: Forschungen Bd. 28), Mainz 1979.
- (독일어) Johannes Horstmann (Hrsg.): Die Verschränkung von Innen-, Konfessions- und Kolonialpolitik im Deutschen Reich vor 1914 (= Veröffentlichungen der Katholische Akademie, Akademie-Vorträge 29), Schwerte 1987.
- (독일어) Heinz Hürten: Deutsche Katholiken 1918–1945, Paderborn 1992.
- (독일어) Detlev Junker: Die deutsche Zentrumspartei und Hitler 1932/33. Ein Beitrag zur Problematik des politischen Katholizismus in Deutschland (= Stuttgarter Beiträge zur Geschichte und Politik Bd. 4), Stuttgart 1969.
- (독일어) Rolf Kiefer: Karl Bachem 1858–1945. Politiker und Historiker des Zentrums (= Veröffentlichungen der Kommission für Zeitgeschichte, Reihe B: Forschungen Bd. 49), Mainz 1989.
- (독일어) Helmut Lensing: Die Wahlen zum Reichstag und zum Preußischen Abgeordnetenhaus im Emsland und in der Grafschaft Bentheim 1867 bis 1918 – Parteiensystem und politische Auseinandersetzung im Wahlkreis Ludwig Windthorsts während des Kaiserreichs (= Emsland/Bentheim. Beiträge zur Geschichte Bd. 15), Sögel 1999.
- (독일어) Karl-Egon Lönne: Politischer Katholizismus im 19. und 20. Jahrhundert. Suhrkamp, Frankfurt am Main 1986 (Neue Historische Bibliothek), ISBN 3-518-11264-3
- (독일어) Wilhelm Loth: Katholiken im Kaiserreich. Der politische Katholizismus in der Krise des wilhelminischen Deutschland, Düsseldorf 1984.
- (독일어) Uwe Mazura: Zentrumspartei und Judenfrage 1870/71–1933. Verfassungsstaat und Minderheitenschutz (= Veröffentlichungen der Kommission für Zeitgeschichte, Reihe B: Forschungen, Bd. 62), Mainz 1994.
- (독일어) Ursula Mittmann: Fraktion und Partei. Ein Vergleich von Zentrum und Sozialdemokratie im Kaiserreich (= Beiträge zur Geschichte des Parlamentarismus und der politischen Parteien, Bd. 59). Hrsg. von der Kommission für Geschichte des Parlamentarismus und der politischen Parteien, Düsseldorf 1979.
- (독일어) Rudolf Morsey: Die Deutsche Zentrumspartei 1917–1923 (= Beiträge zur Geschichte des Parlamentarismus und der politischen Parteien Bd. 32), Bonn 1966.
- (독일어) Rudolf Morsey: Der Untergang des politischen Katholizismus. Die Zentrumspartei zwischen christlichen Selbstverständnis und „Nationaler Erhebung“ 1932/33, Stuttgart/Zürich 1977.
- (독일어) Eberhard Pies: Zentrum und Sozialpolitik 1924–1928. Zur Geschichte und Organisation sozialer Interessen in der Deutschen Zentrumspartei während der Weimarer Republik. Diss. Bochum 1988.
- (독일어) Karsten Ruppert: Im Dienst am Staat von Weimar. Das Zentrum als regierende Partei in der Weimarer Demokratie 1923–1930 (= Beiträge zur Geschichte des Parlamentarismus und der politischen Parteien, Bd. 96), Düsseldorf 1992.
- (독일어) Johannes Schauff: Die deutschen Katholiken und die Zentrumspartei. Eine politisch-statistische Untersuchung der Reichstagswahlen seit 1871, Köln 1928. Erweiterter Neudruck (= Veröffentlichung der Kommission für Zeitgeschichte, Reihe A: Quellen, Bd. 18), Mainz 1975.
- (독일어) Wolfgang Stump: Geschichte und Organisation der Zentrumspartei in Düsseldorf 1917–1930 (hrsg. von der Kommission für Geschichte des Parlamentarismus und der politischen Parteien), Bonn 1971.
- (독일어) Christoph Weber: „Eine starke, enggeschlossene Phalanx.“ Der politische Katholizismus und die erste deutsche Reichstagswahl 1871. Essen 1992
- David Blackbourn: Class, Religion und Local Politics in Wilhelmine Germany. The Centre Party in Württemberg before 1914 (= Veröffentlichungen des Instituts für Europäische Geschichte Mainz, Abteilung Universalgeschichte, Beiheft 9), Wiesbaden 1980.
- Ellen Lovell Evans: The German Center Party 1870–1933. A Study in Political Catholicism. Carbondale/Edvardsville 1981.
- Thomas A. Knapp: Joseph Wirth and the Democratic Left in the German Center Party 1918–1928. Ann Arbor (Michigan)/London 1979 (Erstdruck 1967).
- Frank Joseph Ward: The Center Party and the German Election of 1907, Diss. phil. Los Angeles 1984.
- John K. Zeender: The German Center Party 1890–1906 (= Translations of the American Philosophical Society, New Series Volume 66, Part 1), Philadelphia 1976.
- (프랑스어)Paul Colonge: Ludwig Windthorst (1812–1891). Sa pensée et son action politique jusqu'en 1875. Tome I und II, Lille/Paris 1983.